# Ардуин от Ивреа
Ардуин Дадонски, Ардуин от Помбия или Ардуин от Ивреа (на италиански: Arduino di Dadone, o Arduino di Pombia, Arduino d'Ivrea; * ок. 955, Помбия; † декември 1015, Абатство Фрутуария) е маркграф на Ивреа (ок. 989 – 999) и крал на Италия (1002 – 1014).
Той е прародител на клона на графовете на Ивреа, по-късно наречени графове на  Кастеламонте, Алие, Бросо, Ривароло и Фронт.

## Произход
Ардуин е син на Дадон (? – 998), граф на Милано (967), граф на Помбия (973 – 1001) и маркграф на Ивреа, и на дъщеря на Ардуин III Глабер. Има един, двама или трима братя:
- Гуиберт († сл. 1014), граф на Помбия (1001 – 1014), прародител на графовете на Помбия и от там на Биандрате, Сан Мартино, Валперга и Мазино;[2]
- Амадей, граф на Помбия (997), вероятен
- Ото, вероятен.[3]

## Биография

### Маркграф на Ивреа (990 – 999)
Около 990 г. Ардуин, с подкрепата на германския крал и император на Свещената Римска империя Ото III, наследява братовчед си Конрад Конон, който е без наследници, в управлението на Маркграфство Ивреа. Марката включва графства (на лат. comitatus) Ивреа, Верчели, Новара, Виджевано, Помбия, Бургария и района на Павия в Ломелина.
Като се опира на дребното селско и градско благородничество, в периода 997 – 999 г. Ардуин води ожесточени борби срещу епископите на Ивреа и на Верчели. За да ограничат властта на маркграфовете и за да предотвратят титлата им да стане династична, императорите на Свещената Римска империя от известно време дават графски правомощия на пряко избрани от тях епископи (т. нар. борба за инвеститура). Конкретен израз на този конфликт е обсадата на Верчели от Ардуин през 997 г. и убийството на епископа му Пиетро в подпалената катедрала на града. Вследствие на това Ардуин на два пъти е отлъчен от епископа на Ивреа Вармонд Арборийски. През 999 г. освен това е признат за виновен за убийството на синод в Катедралата „Свети Петър“ в Рим в присъствието на папа Силвестър II. Отлъчен е повторно и е обявен за абдикирал, като за негов приемник вероятно е обявен синът му Ардуин II, а марките на Ивреа и Верчели са дадени на новия епископ на Верчели Леон.
Въпреки това Ардуин не отстъпва. Връщайки се в своята марка, той се съюзява с васалите си, вероятно дава на сина си Ардуин II титлата на маркграф и прогонва епископите на Ивреа и Верчели. Император Ото III с подкрепата на папата, който отлъчва и двамата маркграфа, освобождава от длъжност сина му Ардуин и дава регентството на марката на братовчед си Оделрик Манфред II. Оделрик има задачата да потуши въстанието на Анскаридите (т. нар. „Ардуиново въстание“), но не успява и бунтът се разраства до такава степен, че самият император трябва да дойде в Италия.
Междувременно императорът с документ от 9 юли 1000 г. дава графските правомощия над Маркграфство Ивреа на епископ Вармонд Арборийски и някои земи на Анскаридите (Павия, отнета от маркизите Отбертини и графства Асти и Акуи, отнети от Алерамичите) на епископа на Верчели Леон и на маркграфа на Торино и Суза Оделрик Манфред II.

### Крал на Италия (1002 – 1014)
След смъртта на император Ото III през 1002 г. голяма група васали, враждебно настроени към императорската власт и към Оделрик Манфред II, коронясват Ардуин за Kрал на Италия на 15 февруари 1002 г. в Базилика „Сан Микеле Маджоре“ в Павия и карат той да бъде признат в Северна и в Централна Италия. Противниците му обаче, в лицето на архиепископа на Милано Арнулф, се обръщат за помощ към новия император Хайнрих II от Германия и му предлагат Желязната корона. Императорът изпраща войски в Италия, предвождани от херцога на Каринтия и маркграф на Верона Ото I. Благодарение на умелите ходове на Ардуин армията на Ото I е блокирана при шлюзовете на река Адидже в долината Брента (днешна Вал Сугана) и е победена между 1002 и 1003 г., след като се е опитала да обгради врага. Според някои източници Ардуин печели и титлата „Mаркграф на Верона“. Виждайки това, през 1004 г. император Хайнрих II напада Ардуин с мощна армия. След като го побеждава в долината Вал Сугана, принуждавайки го да се оттегли в своята марка, императорът му отнема кралската титла и кара самият той да бъде коронясан в Павия за крал на Италия въпреки бурните протести на тълпата. Местните жители, които не понася германското управление, се разбунтуват и принуждават Хайнрих II да напусне града.
В продължение на десет години, между 1004 и 1014 г., Ардуин се опитва да запази короната на Италия, като не признава коронацията на Хайнрих II и дори издава кралски грамоти и сече собствени монети. Все пак силното противопоставяне на епископите и на някои графове и маркизи, лоялни към императора, не му позволяват да упражнява властта си върху много земи на кралството. Ардуин се стреми да противодейства и на властта на архиепископ Арнулф, като се застъпва за назначаването за епископ на Асти на брата на Оделрик Манфред II – Адалрик.
През 1007 г. Ардуин е нападнат в свои земи и намира убежище в крепостта Спароне, докато васалите му извършват редица нападения в Новара, Верчели и Комо. Там успява победоносно да удържи на обсадата на епископ Леон от Верчели между 1004 и 1005 г.
Император Хайнрих II идва отново в Италия през 1013 и на 14 февруари 1014 г. в Рим е провъзгласен тържествено за император от папа Бенедикт VIII. Императорът успява да потуши бунта на римските благородници – привърженици на Ардуин.
След като Хайнрих II се завръща в Германия, Ардуин се заема със завладяването на Верчели, Новара и Павия. Въпреки голямата подкрепа на цяла Северна Италия противопоставянето на маркиз Бонифаций от Тоскана и на епископа на Милано Арнулф, съчетани със сериозна болест, карат Ардуин да депозира кралските знаци през 1014 г. и да води преговори относно териториите на Графство Помбия за наследниците му.

### Последни години и смърт
Ардуин става монах в Абатство Фрутуария (в днешното градче Сан Бениньо Канавезе), към което е силно привързан, където умира на около 60-годишна възраст на 14 октомври 1015 г. Погребан е под главния олтар на църквата на абатството, където в продължение на векове е почитан от монаси и поклонници. лед неговата смърт Маркграфство Ивреа е ликвидирано. „Местни“ италиански крале има отново едва през 1861 г.

#### Перипетиите с тленните останки на Ардуин
За останките на крал Ардуин се разказва, вярно или не, следната история (предадена и от писателя Джузепе Джакоза):
Към втората половина на XVII век кардинал Фереро – абат на Фрутуария, смята за недостоен факта, че останките на Ардуин, отлъчен приживе от епископа на Ивреа, се съхраняват като скъпоценни мощи под високия олтар на абатството и към тях се развива дори култ, сякаш е светец. Абатът решава да ги погребе на светска земя, но един от монасите го проследява и узнава за мястото на погребението. Много години по-късно граф Филипо Сан Мартино ди Алие, който се хвали с произхода си от крал Ардуин, е информиран за мястото на погребението. Той повторно ексхумира тленните останки, като нарежда да ги преместят в замъка му в Алие, където остават до 1764 г. През същата година замъкът преминава в ръцете на Савоя, за които не представляват интерес.
Маркиза Кристина ди Салуцо Миолан – съпруга на бившия собственик на замъка маркиз Джузепе ди Сан Мартино, е любовница на граф Франческо Валперга ди Мазино. От любов към графа и от неуважение към Савоя тя се промъква в Херцогския замък на Алие, открадва урната с праха на Ардуин и я занася в Замъка на Мазино при нейните „законни“ потомци. В параклиса на замъка (който към 2020 г. е собственост на Фонда за италианска околна среда FAI) тленните останки на крал Ардуин най-накрая почиват в мир.
Историята се разполага в династичните благороднически стратегии, често преследвани в миналото, и е свидетелство за голямата популярност на фигурата на крал Ардуин в района на Канавезе, намираща се между история и легенда.

## Брак и потомство
∞ пр. 1000 за Берта Отбертинска от рода Отбертини († 29 декември 1037), вероятна дъщеря на Оберто II († сл. 1014/21), маркграф на Западна Лигурия, граф на Луни, маркграф на Милано, Тортона и Генуа, или на Хумберт Тоскански или Амадей ди Мосецо, от която има трима сина:
- Ото от Ивреа, маркграф на Ивреа (1015/1026), ∞ за неизв. от която има един вероятен син;[3]
- Ардуин/Ардицин II от Ивреа († ок. 1050), вероятен маркграф на Ивреа (999 – 1015), ∞ за неизв., от която има двама сина
- Гуиберт от Ивреа, маркграф на Ивреа (1015/1026 и 1029).[3]

## Фигурата на Ардуин
Романтичната култура и историография популяризират фигурата на Ардуин, като виждат в него ранен участник в борбата за освобождение на Италия от чуждото господство и придават символно значение на коронясването му за крал на Италия. В действителност у него не битува национално съзнание. Католическата църква от своя страна, имайки предвид кървавите му набези срещу епископите на Ивреа и Верчели, в миналото прекроява неговия политически и военен статут, съзирайки в делата му простото желание за власт и липсата на уважение към църковните прерогативи.
Фигурата на Ардуин се освобождава от подобни противоположни интерпретации, след като започва да се разглежда в историческия контекст на 10 – 11 век и в контекста на сложните борби за власт, включващи цялата феодална структура по времето на романско-германската империя на Саксонската династия. Изглежда освен това, че Ардуин е бил в добри отношения с епископи и абатите в зоната му на влияние.

### Фигурата на Ардуин във фолклора на Канавезе
Страстта към средновековните исторически възстановки, характерна за романтичната култура и достигнала до наши дни, се проявява в района на Канавезе (в регион Пиемонт) в множеството празници в исторически костюми:
- Възстановка на Фрутуария (Rievocazione Fructuariense), 21-во издание през 2012 г., чествана на мястото, където е погребан Ардуин в градчето Сан Бениньо Канавезе
- Майски турнир в двора на крал Ардуин (Torneo di Maggio alla Corte di Re Arduino) – от 1987 г. в град Куорне в 3-тата седмица на май, цели да отпразнува легендата за крал Ардуин и завръщането му след обсадата на Спароне
- Историческа възстановка на Спароне (Rievocazione Storica di Sparone), 17-о издание през 2015 г., цели да представи събитията около Ардуин при църквата на Св. Кръст (Chiesa di Santa Croce) в село Спароне и при Крепостта на крал Ардуин (Rocca di Re Arduino)
- Историческа възстановка „Castrum Roccae – A.D. 1000“ (на лат. Замък на Рока през 1000 г.) в периода 2012 – 2015 г., съсредоточена върху фигурата на граф Ермерик – господар на Рока, Корио, Барбания, Бузано и Ривара, и връзките му с крал Ардуин.

През 2011 г. се ражда „Пактът на Ардуин“ (Patto Arduinico) – проект за историческа възстановка, популяризиран от Културната асоциация Speculum Historiae от град Торино, историческата група La Motta от село Спароне и историческата група Rievocando Fruttuaria от градчето Сан Бениньо Канавезе. Той цели да припомни и задълбочи познанията за събитията в района на Канавезе през 11 век, свързани с историята на Ардуин и на други персонажи като бенедиктинския монах Вилхелм (Гулиелмо) да Волпиано и блажената Либания ди Бузано – дъщеря на граф Ермерик.
Широката популярност на подобни събития би могла да се обясни с мита за крал Ардуин. Произходът му (след векове на damnatio memoriae) датира от 14 век, когато графовете на Канавезе, т. е. графовете Валперга, Сан Мартино и други започват да твърдят, поради престижа и легитимността на техните владения, че са потомци на Ардуин – последният господар на Маркграфство Ивреа.
След като доминацията на Савоя се консолидира в Канавезе с неговата историография от 17 век, която е по-внимателна към авторитетността на източниците, причините за развитието на мита за крал Ардуин се откриват в желанието „да си припомним, че италианските принцове от Пиемонт са управлявали законно по-голямата част от Северна Италия". Така Ардуин се превръща в несломимия борец, който се противопоставя на и дръзва да предизвика Германския император. Това „патриотично“ послание намира широк израз през Рисорджименто: събитията около Ардуин, коронясан за Крал на Италия, се преувеличават извън тяхното реално историческо значение. С такъв патриотичен възторг е свързана романтичната култура на 19 век (намерила израз в Канавезе чрез италианския поет и драматург Джузепе Джакоза), която възхвалява легендарното Средновековие с неговите замъци, доспехи и смели рицари.

## Памет
На Ардуин е кръстен Ардуино – ИТ проект с отворен код и едноименна компания, произлязла от него, както и свързаното с него потребителско общество. Основната цел е проектиране и производство на електронна платформа с лесен за ползване свободен хардуер и софтуер, позволяващи постигането на интерактивност за неспециалисти.